# Korekcja uszu

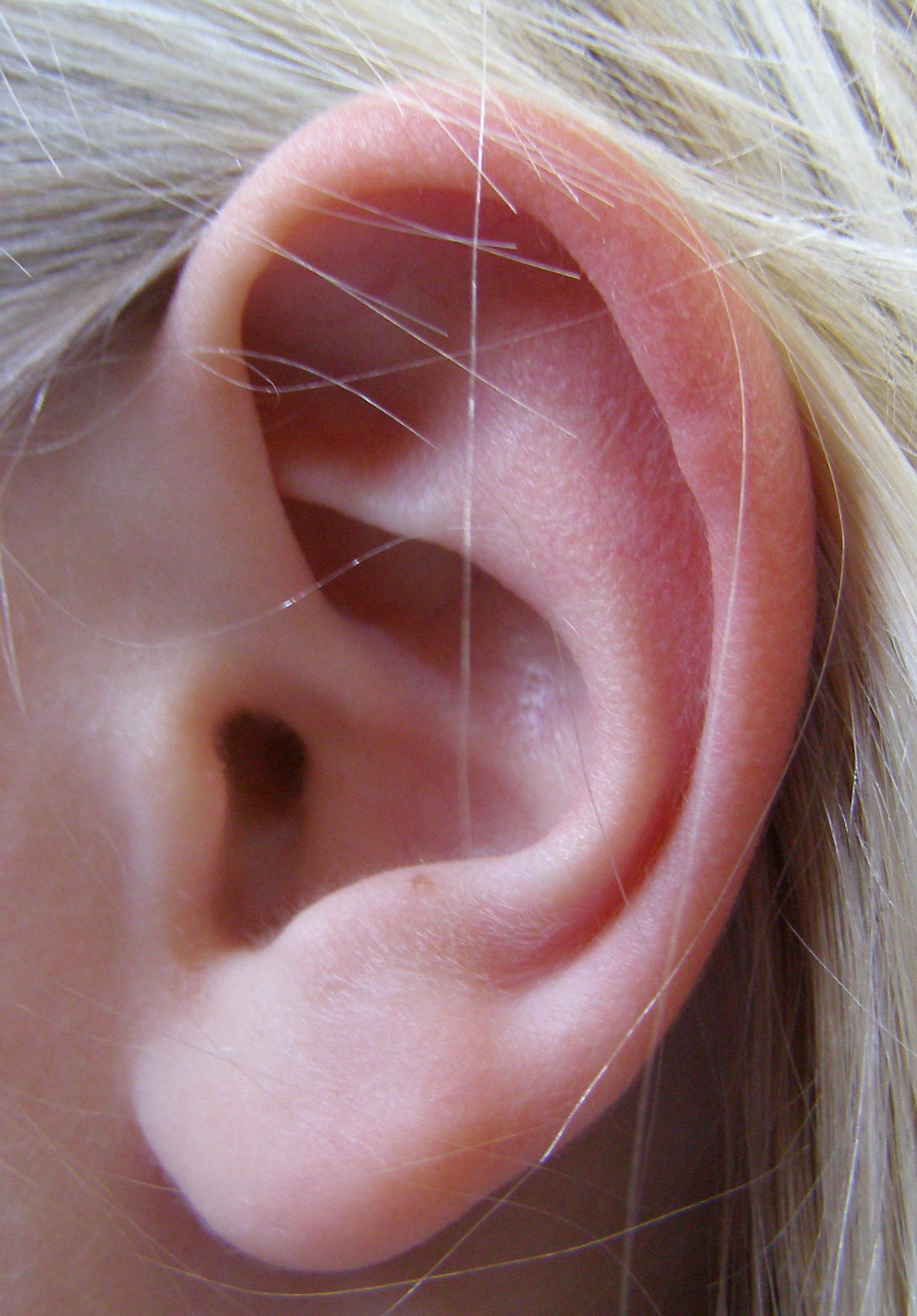
Małżowina uszna

Korekcja uszu, otoplastyka (ang. otoplasty) – zabieg chirurgiczny polegający na modelowaniu i zmianie wyglądu małżowiny usznej. Zmianie jej kształtu, położenia bądź wielkości. Jest to najczęściej wykonywany zabieg z zakresu chirurgii plastycznej u dzieci. Wady korygowane za pomocą tego zabiegu mogą być zarówno wrodzone, jak i nabyte, wada ta częściej występuje u dziewczyn niż u chłopców. Zabieg wykonywany jest po całkowitym wykształceniu się małżowiny usznej, czyli nie szybciej niż po 7 roku życia.
Zabieg daje długotrwały efekt, może być wykonywany u dzieci i wpływa pozytywnie na zwiększenie pewności siebie u osób po jej przeprowadzonej. Do nie wątpliwych wad zabiegu można zaliczyć: trwałe blizny, drętwienie operowanej okolicy oraz uciążliwy okres rekonwalescencji u najmłodszych pacjentów.

## Kandydat do zabiegu
Zabieg może być wykonywany zarówno u dzieci, jak i dorosłych. Otoplastykę wykonuje się po całkowitym wykształceniu małżowiny usznej. Dlatego zaleca się aby kandydaci do zabiegu mieli skończone co najmniej 5 lat. Ważne jest również aby zabieg robić z własnych przekonań.

## Ryzyko związane z zabiegiem
Otoplastyka jest bezpiecznym zabiegiem, a wszelkiego typu powikłania występują niezmiernie rzadko. Jednak każdy z zabiegów chirurgicznych obarczony jest ryzykiem ich wystąpienia. Mogą to być zarówno powikłania ogólne, które mogą wystąpić przy każdym zabiegu chirurgicznym, jak i powikłania specyficzne, charakterystyczne, występujące jedynie w danym rodzaju zabiegu.
Z powikłań ogólnych można wyróżnić: asymetrię, zmiany czucia, zapalenie i przebarwienia skóry, słabe gojenie się ran oraz zakrzepy lub obrzęki.
Do najczęstszych powikłań specyficznych jakie występują w przy zabiegu korekcji uszu zalicza się: krwiaki w tylnej części ucha, gdzie dokonywane są cięcia, najczęściej wchłaniają się samoczynnie lub niwelowane są przy pomocy igły. Do innych powikłań zalicza się infekcje chrząstki małżowiny usznej, które w leczeniu wymagają antybiotykoterapii, a w ekstremalnych przypadkach nawet dodatkowej ingerencji chirurgicznej.

## Przeprowadzanie zabiegu
Na co najmniej 6 tygodni przed zabiegiem, nie zaleca się palenia tytoniu oraz przyjmowania aspiryny lub innych leków mających wpływ na rozrzedzanie krwi.
Zabieg przeprowadza się w trybie ambulatoryjnym, lecz istnieje możliwość pozostania na jedną noc w klinice chirurgicznej. Zabieg u osób dorosłych przeprowadza się w znieczuleniu miejscowym do którego dodaje się leki uspokajające, w przypadku dzieci stosuje się znieczulenie ogólne. Czas zabiegu kształtuje się w granicach półtorej godziny. Chirurg wykonuje niewielkie nacięcia, za pomocą których odseparowuje skórę i odsłania chrząstkę ucha. Następnie nacina chrząstkę ucha, wyginając ją ku tyłowi i stabilizuje przy pomocy szwów. Zabieg może wymagać usunięcia części chrząstki, w celu nadania bardziej naturalnego wyglądu nowego kształtu ucha. Przy niewielkiej korekcie ucha zabieg wymaga jedynie usunięcia fragmentu skóry, bez usuwania chrząstki, gdzie przy pomocy szwów stabilizowany jest nowy kształt małżowin.

## Rekonwalescencja po zabiegu
Bezpośrednio po zabiegu nakładany jest opatrunek z antybiotykiem, stabilizowany przy pomocy bandaża elastycznego, który pomaga w kształtowaniu przyszłego wyglądu małżowin usznych. Antybiotyk podawany jest również doustnie w dzień zabiegu oraz kilka pierwszych dni po zabiegu. Pierwszy tydzień po zabiegu nie powinno się myć głowy, po tym czasie usuwane są szwy i ściągany opatrunek z antybiotykiem. Dolegliwości takie jak obrzęk czy ból ustępują maksymalnie po dwóch tygodniach. Po ściągnięciu szwów i opatrunku można powrócić do pracy. Pierwsze tygodnie po zabiegu podczas uprawiania sportów zalecane jest noszenie opaski na uszach, aby uniemożliwić odgięcie ucha, co może wpłynąć negatywnie na ostateczny rezultat zabiegu. Przez co najmniej pół roku zaleca się zakładanie opaski do snu, aby nowa chrząstka można mogła się przebudować i utrwalić. Po tym okresie chrząstka jest odporna na zniekształcenia.

## Efekty po zabiegu
Pierwsze rezultaty zabiegu widoczne są tuż po operacji, lecz całkowity rezultat będzie widoczny po skończonej przebudowie chrząstki.